# Trust mozgova
Trust mozgova, analitički centar ili ređe tink tenk (енгл. think tank; doslovno „rezervoar misli”) je izraz koji u najširem smislu podrazumeva formalnu ili neformalnu grupu naučnika, akademika ili vrhunskih stručnjaka za neku oblast koji redovno daju stručno mišljenje i savete određenom pojedincu, organizaciji ili celoj javnosti. U užem smislu se pod time podrazumevaju neprofitne organizacije posvećene istraživačkom radu i/ili zastupanju te lobiranju određene ideje ili ideologije.

## Etimologija
Izraz "trust mozgova" (енгл. brain trust) potiče od trusta mozgova, odnosno naziva koji je američka štampa 1932. godine dala grupi pravnih i ekonomskih stručnjaka koje je tadašnji demokratski predsednički kandidat Frenklin Ruzvelt okupio kao savetnike za svoju izbornu kampanju za predsednika SAD. Nakon izborne pobede je njegov trust mozgova zadržao svoju savetničku ulogu i značajno pomogao formulisanju dalekosežnih ekonomskih i zakonodavnih reformi koje će kasnije biti poznate kao Njudil.

## Dodatna literatura
- Abelson, Donald E. Do Think Tanks Matter? Assessing the Impact of Public Policy Institutes. Montreal: McGill-Queen's University Press, 2002.
- Arin, Kubilay Yado: Think Tanks, the Brain Trusts of US Foreign Policy. Wiesbaden: VS Springer 2013.
- Boucher, Stephen, et al., Europe and its think tanks; a promise to be fulfilled. An analysis of think tanks specialised in European policy issues in the enlarged European Union, Studies and Research No 35, October, Paris, Notre Europe, 2004 PDF
- Cockett, Richard, Thinking the unthinkable: think tanks and the economic counter revolution; 1931–1983, London: Fontana, 1995.
- Cotton, James (2016). „Chatham House and Africa c1920–1960: The Limitations of the Curtis Vision”. South African Historical Journal. 68 (2): 147—162. doi:10.1080/02582473.2016.1182206.
- Dickson, Paul. "Think Tanks". New York: Ballantine Books, 1972. 397 pages.
- Goodman, John C. "What is a Think Tank?" National Center for Policy Analysis, 2005.
- Fan, Maureen. "Capital Brain Trust Puts Stamp on the World", Washington Post (16 May 2005): B01.
- Patrick Dixon. Futurewise – Six Faces of Global Change – issues covered by Think Tanks and methodology for reviewing trends, impact on policy 2003): Profile Books
- Lakoff, George. Moral Politics: What Conservatives Know That Liberals Don't. Chicago: University of Chicago Press, 1996.
- Ladi, Stella. Globalisation, Policy Transfer And Policy Research Institutes, Edward Elgar, 2005.
- Mendizabal, Enrique and Kristen Sample (2009) "Dime a quien escuchas... Think Tanks y Partidos Politicos en America Latina Архивирано на веб-сајту  (26. децембар 2009)", ODI/IDEA: Lima
- McGann, James (2006) Comparative Think Tanks, Politics And Public Policy, Northampton, MA: Edward Elgar Publishing
- Medvetz, Thomas (2012) "Think Tanks in America", Chicago, IL: University of Chicago Press.
- Phelps, Richard P. (2015). The Gauntlet: Think Tanks and Federal Research Centers Misrepresent and Suppress Other Education Research New Educational Foundations, 4.
- Ranquet, Robert. Think Tanks and the National Security Strategy Formulation Process: A Comparison of Current American and French Patterns, 1997. PDF
- Roberts, Priscilla (2015). „A century of international affairs think tanks in historical perspective”. International Journal: Canada's Journal of Global Policy Analysis. 70 (4): 535—555. doi:10.1177/0020702015590591.
- Smith, James. A. The Idea Brokers: Think Tanks and the Rise of the New Policy Elite, New York: The Free Press, 1991.
- Snider, J.H. "Strengthen Think Tank Accountability", Politico (3 February 2009).
- Stone, Diane. Knowledge actors and transnational governance: The private-public policy nexus in the global agora. Palgrave Macmillan, 2013.
- Stone, Diane (2009). „Rapid knowledge: 'Bridging research and policy' at the Overseas Development Institute”. Public Administration and Development. 29 (4): 303—315. doi:10.1002/pad.540. Архивирано из оригинала 20. 02. 2010. г. Приступљено 11. 11. 2018.
- Stone, Diane. Capturing the Political Imagination: Think Tanks and the Policy Process, London: Frank Cass, 1996
- Stone, Diane (2007). „Garbage Cans, Recycling Bins or Think Tanks? Three Myths about Policy Institutes”. Public Administration. 85 (2): 259—278. doi:10.1111/j.1467-9299.2007.00649.x.
- Stone, Diane, and Andrew Denham, eds. Think Tank Traditions: Policy Research and the Politics of Ideas. Manchester: Manchester University Press, 2004.
- Struyk, Raymond J. Managing Think Tanks: Practical Guidance for Maturing Organizations, Budapest, Local Government and Public Service Reform Initiative Washington DC., Urban Institute 2002
- UNDP – United Nations Development Program. Thinking the Unthinkable, Bratislava, UNDP Regional Bureau for Europe and the Commonwealth of Independent States, 2003